# Giacomo Cimini
Giacomo Cimini (Roma, 8 febbraio 1977) è un regista, sceneggiatore e produttore cinematografico italiano.

## Biografia

### Le origini e gli inizi
Giacomo Cimini nasce a Roma l'8 febbraio 1977 e sempre a Roma decide di frequentare nel 1995 la Scuola Romana dei Fumetti. 3 anni dopo, nel 1998 inizia a seguire a New York il corso di Filmmaking alla New York Film Academy. Nei primi anni del 2000 lavora in Italia sia in ambito televisivo che in quello cinematografico, scrivendo e dirigendo cortometraggi come The Invisibles e Miss My Muse in Summertime e lavorando come assistente alla regia nel film Blek Giek di Enrico Caria.
Dopo aver diretto alcuni spot televisivi e aver partecipato alla realizzazione del videoclip della canzone Sara di Pino Daniele, nel 2007, a 30 anni, decide di trasferirsi a Londra, dove risiede tuttora, ed iscriversi alla London Film School. Nel 2009 si diploma con un master in regia portando come laurea il cortometraggio fantascientifico La città nel cielo (City in the Sky) che debutta alla 66ª edizione del Festival di Venezia ed ottiene successivamente una distribuzione internazionale sulla piattaforma iTunes.

### Il successo di The Nostalgist
Nel 2012 fonda la casa di produzione cinematografica Wonder Room Productions assieme ai produttori Tommaso Colognese e Pietro Greppi, con la quale produce nel 2014 il suo cortometraggio, sempre di genere fantascientifico, The Nostalgist, basato sul racconto dello scrittore statunitense Daniel H. Wilson. Parte dei soldi per la realizzazione del cortometraggio sono arrivati da una campagna iniziata su Kickstarter che ha raggiunto, grazie alle donazioni di 460 sostenitori, una somma pari a £ 32 800, circa 35 000 €.
The Nostalgist è stato presentato inizialmente al  Palm Springs International Short Film Festival, festival parallelo al Palm Springs International Film Festival, nel giugno del 2014 dove ha raggiunto il secondo posto nella categoria riservata ai cortometraggi superiori ai 15 minuti. Successivamente ha ricevuto il premio al Miglior cortometraggio di finzione (Generator +18) al Giffoni Film Festival, il Prix du Publique al festival francese Utipiales, il Méliès d’Argent al Trieste Science+Fiction Festival, il premio riservato ai cortometraggi superiori ai 15 minuti al Raw Science Film Festival e il Best Sci-Fi Short film alla 22ª edizione del Leeds International Film Festival. In seguito è stato proiettato anche in altri festival come il Fantastic Fest, il BFI London Film Festival, l'Asiana International Short Film Festival, l'Arcipelago Film Festival, il Festival Internacional de Cine de Gijón, l'Ajyal Youth Film Festival e nella selezione ufficiale del Festival international du court métrage de Clermont-Ferrand.
The Nostalgist ha ricevuto in seguito una distribuzione sulle piattaforme iTunes, Verizon, Google Play, Indieflix, We Are Colony, Amazon Instant e una home video, tramite DVD e Blu-Ray.

### Il primo lungometraggio in italiano
Nel 2020 Giacomo Cimini torna a scrivere e dirigere un lungometraggio, 17 anni dopo l'ultimo scritto in inglese dal titolo Red Riding Hood uscito nel 2003. Il film, questa volta scritto in italiano, si chiama Il talento del calabrone ed è un thriller. La distribuzione del film, inizialmente prevista per il 5 marzo 2020, è stata rinviata a data da destinarsi a causa della pandemia di COVID-19. Dal 18 novembre 2020 il film è stato reso disponibile sulla piattaforma Amazon Prime Video.

## Filmografia

### Regista

#### Cortometraggi
- The Invisibles (2000)
- Miss My Muse in Summertime (2002)
- La città nel cielo (City in the Sky) (2009)
- The Nostalgist (2014)

#### Cinema
- Red Riding Hood (2003)
- Il talento del calabrone (2020)

#### Televisione
- Delitti - serie TV, 8 episodi (2005)

### Sceneggiatore

#### Cortometraggi
- The Invisibles (2000)
- Miss My Muse in Summertime (2002)
- La città nel cielo (City in the Sky) (2009)
- The Nostalgist (2014)

#### Cinema
- Il talento del calabrone (2020)

### Produttore

#### Cortometraggi
- The Invisibles (2000)
- Miss My Muse in Summertime (2002)
- La città nel cielo (City in the Sky) (2009)
- The Nostalgist (2014)